# Liste der Autobahnen in Japan
Diese Liste zeigt die englischen Namen der Autobahnen in Japan auf.

## East Nippon Expressway
| Kurz             | Nummer | Name                     | Verlauf                   | Länge                |
| ---------------- | ------ | ------------------------ | ------------------------- | -------------------- |
| AAkita           |        | Akita-Autobahn           | Kitakami – Noshiro        | 187 km               |
| AAomori          |        | Aomori-Autobahn          | West-Aomori – Ost-Aomori  | 16 km                |
| ABan-etsu        |        | Ban’etsu-Autobahn        | Iwaki – Niigata           | 213 km               |
| ADoto            |        | Dōtō-Autobahn            | Chitose – Kushiro         | 201 km               |
| AHachinohe       |        | Hachinohe-Autobahn       | Hachimantai – Hachinohe   | 81 km                |
| AHigashi-Kanto   |        | Higashi-Kantō-Autobahn   | Tokio – Kashima           | 75 km                |
| AHokkaido        |        | Hokkaidō-Autobahn        | Yakumo – Kenbuchi         | 413 km               |
| AHokuriku        |        | Hokuriku-Autobahn        | Maibara – Niigata         | 477 km               |
| AJoban           |        | Jōban-Autobahn           | Misato – Watari           | 244 km               |
| AJoshin-etsu     |        | Jōshin’etsu-Autobahn     | Fujioka – Joetsu          | 205 km               |
| AKamaishi        |        | Kamaishi-Autobahn        | Hanamaki – Kamaishi       | 11 km                |
| AKan-etsu        |        | Kan’etsu-Autobahn        | Tokio – Nagaoka           | 396 km               |
| AKita-Kanto      |        | Kita-Kantō-Autobahn      | Takasaki – Mito           | 87 km                |
| ANagano          |        | Nagano-Autobahn          | Okaya – Chikuma           | 76 km                |
| ANihonkai-Tohoku |        | Nihonkai-Tōhoku-Autobahn | Niigata – Akita           | 250 km               |
| ASanriku         |        | Sanriku-Autobahn         | Sendai – Miyako           | 220 km               |
| ASasson          |        | Sasson-Autobahn          | Sapporo – Otaru           | 38 km                |
| AShin-Kuko       |        | Shin-Kūkō-Autobahn       | Narita – Flughafen Narita | 4 km                 |
| ATateyama        |        | Tateyama-Autobahn        | Chiba – Tateyama          | 55 km                |
| ATohoku          |        | Tōhoku-Autobahn          | Tokio – Aomori            | 680 km               |
| ATohoku-Chuo     |        | Tōhoku-Chūō-Autobahn     | Fukushima – Yamagata      | 27 km / 270 km gepl. |
| ATokyo-Gaikan    |        | Tōkyō-Gaikan-Autobahn    | Setagaya – Ichikawa       | 34 km                |
| AYamagata        |        | Yamagata-Autobahn        | Murata – Sakata           | 137 km               |

## Central Nippon Expressway
| Kurz            | Nummer | Name                    | Verlauf             | Länge                |
| --------------- | ------ | ----------------------- | ------------------- | -------------------- |
| AChubu Odan     |        | Chūbu-Ōdan-Autobahn     | Shimizu – Saku      | 16 km / 132 km gepl. |
| AChuo           |        | Chūō-Autobahn           | Tokio – Nagoya      | 370 km               |
| AHigashi-Meihan |        | Higashi-Meihan-Autobahn | Nagoya – Kameyama   | 55 km                |
| AHokuriku       |        | Hokuriku-Autobahn       | Maibara – Niigata   | 477 km               |
| AIse            |        | Ise-Autobahn            | Kameyama – Ise      | 69 km                |
| AIsewangan      |        | Isewangan-Autobahn      | Toyota – Yokkaichi  | 56 km                |
| AKisei          |        | Kisei-Autobahn          | Taki – Kisei        | 25 km                |
| AMeishin        |        | Meishin-Autobahn        | Nagoya – Osaka      | 195 km               |
| AMei-Nikan      |        | Mei-Nikan-Autobahn      | Nagoya–Ring         | 42 km                |
| ANagano         |        | Nagano-Autobahn         | Okaya – Chikuma     | 76 km                |
| ANoetsu         |        | Nōetsu-Autobahn         | Tonami – Himi       | 32 km                |
| AShin-Meishin   |        | Shin-Meishin-Autobahn   | Kameyama – Ōtsu     | 65 km                |
| ATokai-Hokuriku |        | Tōkai-Hokuriku-Autobahn | Ichinomiya – Tonami | 185 km               |
| ATokai-Kanjo    |        | Tōkai-Kanjō-Autobahn    | Toyota – Yokkaichi  | 73 km                |
| ATomei          |        | Tōmei-Autobahn          | Tokio – Nagoya      | 347 km               |
| AShin-Tomei     |        | Shin-Tōmei-Autobahn     | Tokio – Nagoya      | 253 km               |

## West Nippon Expressway
| Kurz            | Nummer | Name                    | Verlauf                      | Länge  |
| --------------- | ------ | ----------------------- | ---------------------------- | ------ |
| AChugoku        |        | Chūgoku-Autobahn        | Osaka – Shimonoseki          | 540 km |
| AHamada         |        | Hamada-Autobahn         | Chiyoda – Hamada             | 57 km  |
| AHanwa          |        | Hanwa-Autobahn          | Osaka – Tanabe               | 128 km |
| AHarima         |        | Harima-Autobahn         | Aioi – Harima                | 13 km  |
| AHigashikyushu  |        | Higashi-Kyūshū-Autobahn | Kitakyūshū – Aira            | 436 km |
| AHiroshima      |        | Hiroshima-Autobahn      | Asakita – Hiroshima          | 17 km  |
|                 |        | Kammon-Autobahn         | Shimonoseki – Kitakyūshū     | 9 km   |
| AKansai-Kuko    |        | Kansai-Kūkō-Autobahn    | Flughafen Kansai – Izumisano | 7 km   |
| AKeinawa        |        | Keinawa-Autobahn        | Kyōto – Kizugawa             | 17 km  |
| AKinki          |        | Kinki-Autobahn          | Osaka – Ibaraki              | 28 km  |
| AKochi          |        | Kōchi-Autobahn          | Shikokuchūō – Nakatosa       | 104 km |
| AKyoto-Jukan    |        | Kyōto-Jūkan-Autobahn    | Kyōto – Miyazu               | 100 km |
| AKyushu         |        | Kyūshū-Autobahn         | Kitakyūshū – Kagoshima       | 364 km |
| AMaizuru-Wakasa |        | Maizuru-Wakasa-Autobahn | Sanda – Obama                | 123 km |
| AMatsue         |        | Matsue-Autobahn         | Matsue – Kisuki              | 23 km  |
| AMatsuyama      |        | Matsuyama-Autobahn      | Shikokuchūō – Seiyo          | 149 km |
| AMeishin        |        | Meishin-Autobahn        | Nagoya – Osaka               | 195 km |
| AMinamikyushu   |        | Minami-Kyūshū-Autobahn  | Yatsushiro – Kagoshima       | 65 km  |
| AMiyazaki       |        | Miyazaki-Autobahn       | Ebino – Miyazaki             | 81 km  |
| ANagasaki       |        | Nagasaki-Autobahn       | Tosu – Nagasaki              | 120 km |
| ANishikyushu    |        | Nishi-Kyūshū-Autobahn   | Takeo – Sasebo               | 150 km |
| ANishi-Meihan   |        | Nishi-Meihan-Autobahn   | Osaka – Tenri                | 27 km  |
| AOita           |        | Ōita-Autobahn           | Tosu – Ōita                  | 138 km |
| AOkayama        |        | Okayama-Autobahn        | Okayama – Maniwa             | 44 km  |
| AOkinawa        |        | Okinawa-Autobahn        | Naha – Nago                  | 57 km  |
| AOnomichi       |        | Onomichi-Autobahn       | Onomichi – Miyoshi           | 50 km  |
| ASan-in         |        | San’in-Autobahn         | Tottori – Mine               | 380 km |
| ASanyo          |        | San’yō-Autobahn         | Kōbe – Yamaguchi             | 447 km |
|                 |        | Daini-Keihan-Autobahn   | Kyōto – Osaka                | 28 km  |
| AShin-Meishin   |        | Shin-Meishin-Autobahn   | Kameyama – Ōtsu              | 65 km  |
| ATakamatsu      |        | Takamatsu-Autobahn      | Naruto – Kawanoe             | 124 km |
| ATokushima      |        | Tokushima-Autobahn      | Tokushima – Shikokuchūō      | 95 km  |
| ATottori        |        | Tottori-Autobahn        | Sayo – Tottori               | 62 km  |
| AYonago         |        | Yonago-Autobahn         | Maniwa – Yonago              | 67 km  |

## Honshu-Shikoku Bridge Expressway
| Kurz               | Nummer | Name                       | Verlauf             | Länge |
| ------------------ | ------ | -------------------------- | ------------------- | ----- |
| AKobe-Awaji-Naruto |        | Kōbe-Awaji-Naruto-Autobahn | Kōbe – Naruto       | 89 km |
| ASnimanami         |        | Nishiseto-Autobahn         | Onomichi – Imabari  | 59 km |
| ASeto-Chuo         |        | Seto-Chūō-Autobahn         | Hayashima – Sakaide | 37 km |

## Stadt-Autobahnen

### Fukuoka-Autobahn
| Kurz       | Name    | Verlauf                           | Länge  |
| ---------- | ------- | --------------------------------- | ------ |
| UFukuoka/1 | Route 1 | Higashi-ku – Hakata-ku            | 18 km  |
| UFukuoka/2 | Route 2 | Hakata-ku – Dazaifu               | 13 km  |
| UFukuoka/3 | Route 3 | Hakata-ku – Flughafen Fukuoka     | 1 km   |
| UFukuoka/4 | Route 4 | Higashi-ku – Kasuya               | 7 km   |
| 5          | Route 5 | Hakata-ku – Nishi-ku              | 13 km  |
| UFukuoka/6 | Route 6 | Higashi-ku (Kashii – Island City) | 2,5 km |

### Hanshin-Autobahn
| Kurz        | Name     | Verlauf              | Länge        |
| ----------- | -------- | -------------------- | ------------ |
| UHanshin/1  | Route 1  | Osaka – Osaka        | 10 km        |
| UHanshin/2  | Route 2  | Osaka – Osaka        | 1 km         |
| UHanshin/3  | Route 3  | Osaka – Kōbe         | 40 km        |
| UHanshin/4  | Route 4  | Osaka – Izumisano    | 33 km        |
| UHanshin/5  | Route 5  | Osaka – Kōbe         | 23 km        |
| UHanshin/6  | Route 6  | Sakai – Matsubata    | 10 km in Bau |
| UHanshin/7  | Route 7  | Kōbe – Nishinomiya   | 36 km        |
| UHanshin/8  | Route 8  | Kyōto – Fushimi      | 10 km        |
| UHanshin/11 | Route 11 | Osaka – Ikeda        | 22 km        |
| UHanshin/12 | Route 12 | Osaka – Moriguchi    | 12 km        |
| UHanshin/13 | Route 13 | Osaka – Higashiosaka | 13 km        |
| UHanshin/14 | Route 14 | Osaka – Matsubara    | 12 km        |
| UHanshin/15 | Route 15 | Osaka – Sakai        | 13 km        |
| UHanshin/16 | Route 16 | Osaka – Tenpozan     | 7 km         |
| UHanshin/17 | Route 17 | Osaka – Osaka        | 4 km         |
| UHanshin/31 | Route 31 | Kōbe – Yamate        | 9 km         |

### Hiroshima-Autobahn
| Kurz         | Name    | Verlauf               | Länge       |
| ------------ | ------- | --------------------- | ----------- |
| UHiroshima/1 | Route 1 | Hiroshima – Hiroshima | 7 km        |
| UHiroshima/2 | Route 2 | Hiroshima – Hiroshima | 6 km        |
| UHiroshima/3 | Route 3 | Hiroshima – Hiroshima | 8 km        |
| UHiroshima/4 | Route 4 | Hiroshima – Hiroshima | 5 km        |
| UHiroshima/5 | Route 5 | Hiroshima – Hiroshima | 4 km in Bau |

### Kitakyūshū-Autobahn
| Kurz | Name    | Verlauf                           | Länge |
| ---- | ------- | --------------------------------- | ----- |
| 1    | Route 1 | Kyūshū-Autobahn – Kitakyūshū      | 9 km  |
| 2    | Route 2 | Kitakyūshū – Hafen von Kitakyūshū | 7 km  |
| 3    | Route 3 | Kitakyūshū – Higashiminato        | 2 km  |
| 4    | Route 4 | Kitakyūshū – Nakama               | 32 km |
| 5    | Route 5 | Route 4 – Hafen von Kitakyūshū    | 3 km  |

### Nagoya-Autobahn
| Kurz       | Name     | Verlauf             | Länge |
| ---------- | -------- | ------------------- | ----- |
| 1R         | Route R  | Nagoya – Nagoya     | 10 km |
| UNagoya/11 | Route 1  | Nagoya – Nagoya     | 6 km  |
| 12         | Route 2  | Nagoya – Nagoya     | 10 km |
| 13         | Route 3  | Nagoya – Nagoya     | 12 km |
| 14         | Route 4  | Nagoya – Nagoya     | 12 km |
| 15         | Route 5  | Nagoya – Nagoya     | 7 km  |
| UNagoya/16 | Route 6  | Nagoya – Nagoya     | 7 km  |
| 111        | Route 11 | Nagoya – Komaki     | 8 km  |
| 116        | Route 16 | Nagoya – Ichinomiya | 9 km  |

### Shuto-Autobahn
| Kurz      | Name                   | Verlauf                                   | Länge   |
| --------- | ---------------------- | ----------------------------------------- | ------- |
| UShuto/C1 | Stadtautobahn Tokio C1 | Takaracho – Edobashi                      | 14,3 km |
| UShuto/C2 | Stadtautobahn Tokio C2 | Kasai – Itabashi                          | 54 km   |
| UShuto/Y  | Stadtautobahn Tokio Y  | Nishi-Ginza – Kandabashi                  | 1,9 km  |
| /         | Stadtautobahn Tokio 1  | Edobashi / Hamasakibashi – Iriya / Haneda | 18,2 km |
| UShuto/2  | Stadtautobahn Tokio 2  | Ichinohashi – Togoshi                     | 5,9 km  |
| UShuto/3  | Stadtautobahn Tokio 3  | Tanimachi – Yōga                          | 11,9 km |
| UShuto/4  | Stadtautobahn Tokio 4  | Miyakezaka – Taikado                      | 13,5 km |
| UShuto/5  | Stadtautobahn Tokio 5  | Takebashi – Bijogi                        | 21 km   |
| /         | Stadtautobahn Tokio 6  | Edobashi – Misato                         | 20 km   |
| UShuto/7  | Stadtautobahn Tokio 7  | Ryōgoku – Yagouchi                        | 8 km    |
| UShuto/9  | Stadtautobahn Tokio 9  | Hakozaki – Tatsumi                        | 5,6 km  |
| UShuto/10 | Stadtautobahn Tokio 10 | Harumi – Shinonome                        | 2,2 km  |
| UShuto/11 | Stadtautobahn Tokio 11 | Shibaura – Ariake                         | 3,9 km  |
| UShuto/B  | Stadtautobahn Tokio B  | Yokohama – Funabashi                      | 70 km   |
| UShuto/K1 | Stadtautobahn Tokio K1 | Kawasaki – Yokohama                       | 19,7 km |
| UShuto/K2 | Stadtautobahn Tokio K2 | Kinko JCT – Mitsusawa                     | 2,2 km  |
| UShuto/K3 | Stadtautobahn Tokio K3 | Honmuku – Kariba                          | 8,6 km  |
| UShuto/K5 | Stadtautobahn Tokio K5 | Namamugi – Daikoku                        | 3,6 km  |
| UShuto/K6 | Stadtautobahn Tokio K6 | Fujimi – Kawasaki-Ukishima JCT            | 3,8 km  |
| UShuto/S1 | Stadtautobahn Tokio S1 | Kōhoku – Kawaguchi                        | 12,1 km |
| UShuto/S2 | Stadtautobahn Tokio S2 | Yono JCT – Shintoshin-Nishi               | 5,8 km  |
| UShuto/S5 | Stadtautobahn Tokio S5 | Bijogi JCT – Yono JCT                     | 7,8 km  |